# 일본식 중국 요리
일본식 중국 요리(日本式中國料理)는 일본에서 중국 요리를 자국의 문화와 기호에 맞게 재해석한 요리와 중국 요리를 변용한 요리를 가리키는 말이다. 일본어로는 주카 요리(일본어: 中華料理 주카료리[*])라고도 부른다. "주카(中華)"라는 말은 일본어에서 중국 요리나 중국 요리를 내는 식당을 의미하기도 한다. 일본 요리에서 "주카"라는 단어는 주카멘(중화면), 히야시추카, 주카소바(라멘), 주카후(일본어: 中華風) 등 다양한 곳에서 쓰이고 있다. 주카의 역사는 일본과 중국 간의 역사적·문화적 교류의 산물이라고 할 수 있다.

## 역사
일본에 중국 요리가 전래된 것은 야요이 시대까지 거슬러 올라간다. 나레즈시(일본어: 熟れ鮨)의 경우 일본에 벼농사가 시작되던 야요이 시대에 만들어진 것으로, 당시 중국 및 동남아시아에서 생선을 먹는 방법이 일본에 도입된 것이라고 추정된다.
중국과 일본의 교역이 활발해지던 당송 시기에는 많은 중국 요리가 일본에 전래되었다. 예를 들어 일본의 대표적인 요리 우동의 경우, 견당사로 파견된 일본 유학생들이 당나라에서 제면 기술을 가지고 들어왔다는 설이 있다. 도코로텐 역시 나라 시대에 중국으로부터 전래된 요리이다. 또한 1241년 송나라에서 귀국한 엔니 벤엔이 제분 기술을 가지고 와 일본에 분식 문화를 전파했다는 설도 있다. 이 외에도 소면, 미소,, 낫토 등도 중국에서 유래했거나 중국에서 전래했다는 설을 가진 일본 음식이다.
그러나 현대 일본의 중화요리는 1853년 페리 원정과 뒤이은 1854년 가나가와 조약을 통해 쇄국 정책을 폐지하고 1868년 메이지 유신을 통해 일본이 완전히 개방됨으로써 화교들이 대거 유입된 1860년대부터 일본이 대외확장을 추진하던 1930년대 사이에 유입된 것이 많다. 1868년부터 1930년대까지 80여 년의 기간 동안, 일본에 유입된 중화요리는 아래와 같이 분류할 수 있다.
- 라멘[13][14], 주카멘[15], 차한[16]과 같이 19세기에서 20세기에 화교들을 통해 유입된 요리.
- 교자와 같이 제2차 세계 대전 때 만주국과 기타 중국 점령지에서 전래된 요리.
- 가라아게[17]와 같이 요리 전체가 아닌 조리법이 중국 본토 또는 화교로부터 전래된 경우.

일본에는 중국 본토의 요리의 맛이나 재료가 약간 바뀌어서 들어가는 경우도 있다. 대표적인 예가 쓰촨 요리의 마파두부와 칠리 새우, 그리고 마파가지 등으로, 쓰촨 요리의 매운맛을 일본인의 입맛에 맞게 완화시킨 것이다.

## 같이 보기
- 중국 요리
- 일본 요리
- 한국식 중국 요리
- 중국계 일본인

### 참조주
1. ↑  Chinese Cuisine/Chuka Cuisine, Gurunavi. Retrieved 30 May 2014.
2. ↑  “「中華風おかず」の人気レシピ”. 《レシピサイトNadia》. 2022년 11월 23일. 2022년 11월 26일에 확인함.
3. ↑  “中華風のサラダ”. 《クックパッド》. 2022년 11월 26일에 확인함.
4. ↑  Lee, Cherl-Ho; Steinkraus, Keith H.; Reilly, P. J. Alan. 《Fish Fermentation Technology》. 15–16쪽. ISBN 9788970530031.
5. ↑  Hiroto Takamiya (2001). “Introductory Routes of Rice to Japan: An Examination of the Southern Route Hypothesis” (PDF). 《Asian Perspectives》 (University of Hawaii Press) 40 (2): 209–226. doi:10.1353/asi.2001.0026. hdl:10125/17154. S2CID 56144192.
6. ↑  Shimamura 2010.
7. ↑  うどん・そばも饅頭も 発祥の地博多 博多の魅力（2020年5月18日閲覧）
8. ↑  “そうめん”. 《そばの散歩道》. 日本麺類業団体連合会 / 全国麺類生活衛生同業組合連合会. 2018년 8월 2일에 확인함.
9. ↑  “Open innovation of Marukome and Panasonic in order to create "New Miso Life"”. 《Panasonic.com》 (미국 영어). Naoaki Yamamoto. 2018년 3월 7일. 2022년 5월 18일에 원본 문서에서 보존된 문서. 2022년 5월 18일에 확인함.
10. ↑  “The origin of miso”. 《Abokichi.com》 (미국 영어). Yumi Miyamoto. 2017년 3월 2일. 2022년 5월 18일에 확인함.
11. ↑  “History of Natto and Its Relatives (1405-2012) - SoyInfo Center”. 《www.soyinfocenter.com》. 2019년 11월 16일에 확인함.
12. ↑  “History of Soy Nuggets (Shih or Chi, Douchi, Hamanatto) - Page 1”. 《www.soyinfocenter.com》. 2019년 12월 14일에 확인함.
13. ↑  Okuyama, Tadamasa (2003). 《文化麺類学・ラーメン篇》 (일본어). Akashi Shoten. ISBN 978-4750317922.
14. ↑  Kosuge, Keiko (1998). にっぽんラーメン物語 [Japanese Ramen Story] (일본어). Kodansha. ISBN 978-4062563024.
15. ↑  “中華麺の歴史”. 東京都中華麺製造業協同組合. 2016年5月7日에 원본 문서에서 보존된 문서. 2014년 7월 7일에 확인함.
16. ↑  Ono, T.; Salat, H. (2013). 《Japanese Soul Cooking: Ramen, Tonkatsu, Tempura, and More from the Streets and Kitchens of Tokyo and Beyond》. Potter/TenSpeed/Harmony. 397–398쪽. ISBN 978-1-60774-353-8.
17. ↑  “Japan's History of Fried Food”. 《TalentHub Blog | Live and work in Japan》 (영국 영어). 2017년 10월 24일. 2019년 5월 31일에 원본 문서에서 보존된 문서. 2019년 5월 31일에 확인함.

### 내용주
1. ↑  주카후, 또는 중화풍은 중국풍의 요리라는 의미로, 중국 요리를 흉내내거나 중국 요리와 비슷한 일본 요리를 의미한다. '중화풍 오카즈'[2]나 중화풍 샐러드[3]처럼 요리 자체는 일본 요리이지만 풍미나 향, 맛 등을 중국 요리와 비슷하게 하는 요리들을 '중화풍'이라고 부른다.
2. ↑  가나가와 조약 이후 일본은 영국과 영일 화친 조약, 러시아와 시모다 조약, 그리고 프랑스와 프랑스-일본 수호통상조약을 체결했고, 이 조약들에는 모두 항구 개항 및 최혜국 대우가 포함되어 있었다.